# 卡尔梅克共和国的佛教

卡尔梅克共和国的國旗

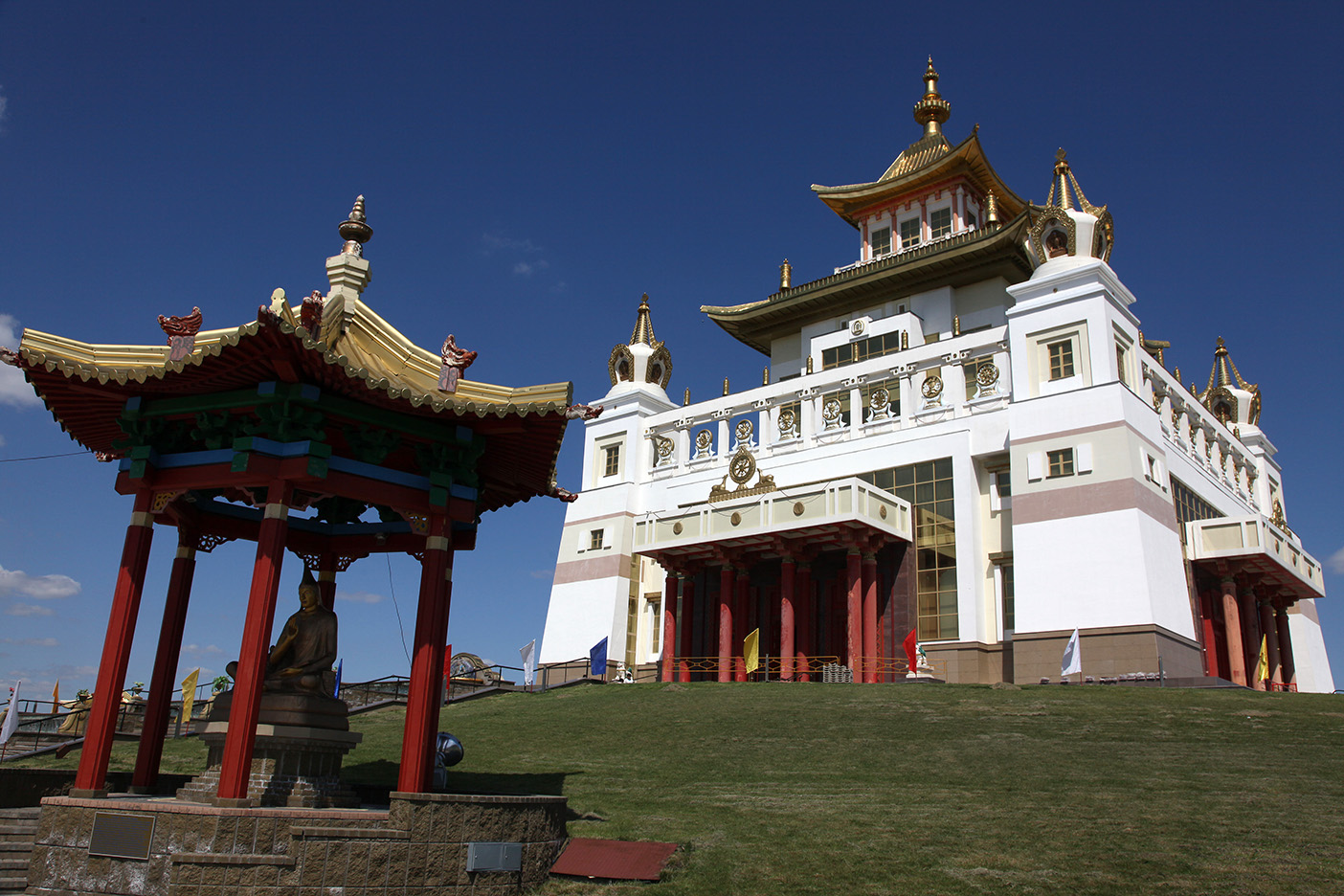
卡尔梅克共和国的佛寺

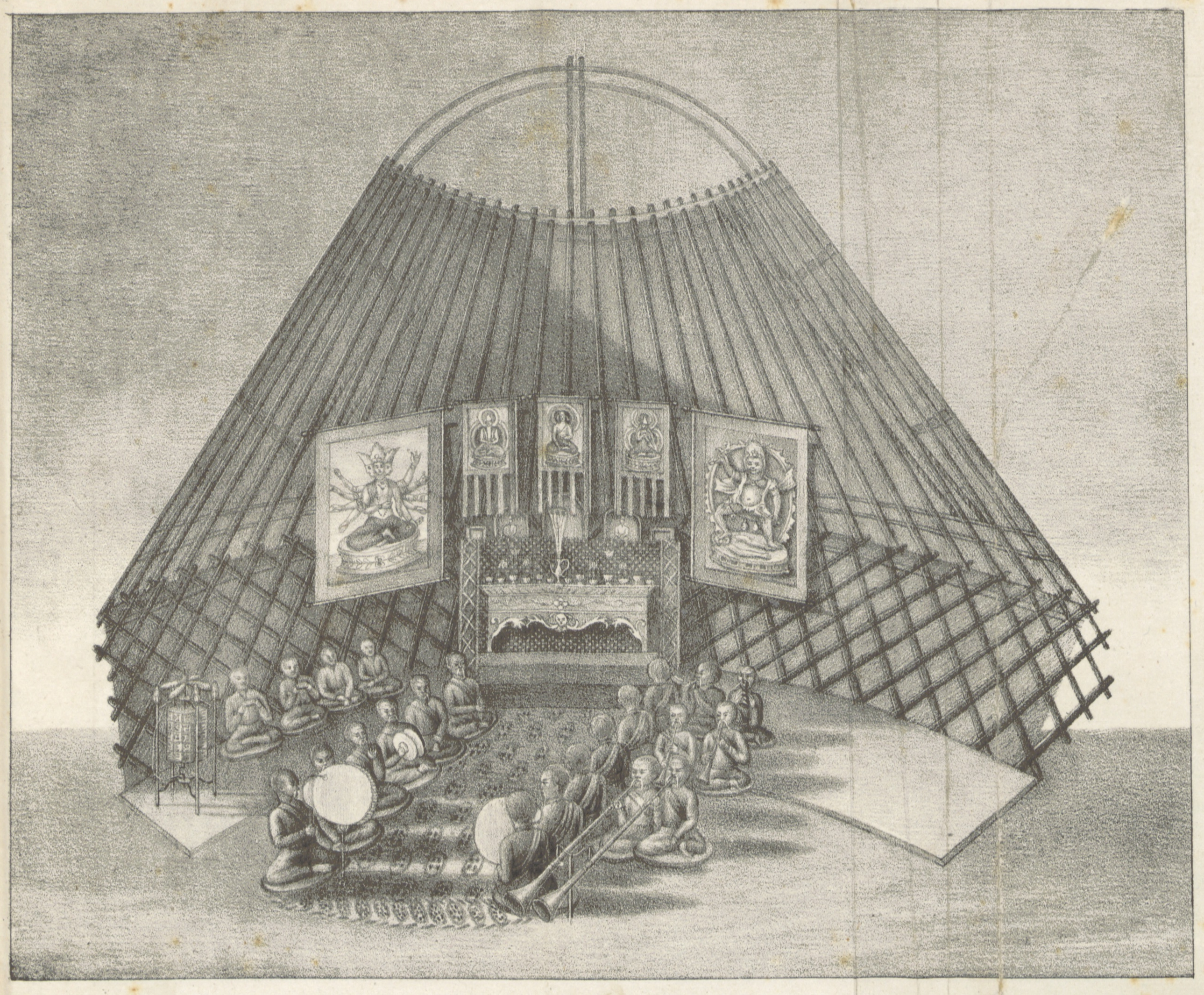
1830年代卡尔梅克佛教徒的儀式

卡尔梅克共和国是欧洲唯一的一個以佛教为主要信仰的行政區，卡尔梅克人也是唯一信仰佛教的欧洲民族，他们信仰藏传佛教格魯派（黄教）。
卡尔梅克人是土尔扈特与一些杜尔伯特人的后裔，17世紀衛拉特蒙古和硕特高僧咱雅班第達呼圖克圖弘法，卡尔梅克人因而皈依。二次大战后，他们的宗教信仰由本國移民传播到欧美，在塞尔维亚的贝尔格萊德与美國华府建有卡尔梅克人宗教中心。

## 迪魯瓦活佛
该活佛系统被卡尔梅克人崇奉，是十四世达赖喇嘛于1992年認證的迪鲁瓦活佛，额尔德尼·巴萨诺维奇·奥姆巴迪科夫成功地领导了佛教的复兴。作为萨津喇嘛，额尔德尼管理着27座新建的寺庙和祈祷室，并监督7名西藏喇嘛的工作。先后派出数十位卡尔梅克青年男子赴印度的寺院接受正规教育。

## babushki matsik
babushki matsik，意為「老年婦女戒律持有者」，是1943年卡爾梅克族被驅逐到西伯利亞期間延續傳統藏傳佛教習俗的老年婦女群體。這出現在1930年代對佛教神職人員進行的逮捕之後。在此期間，所有卡爾梅克佛教聖地和寺廟都被拆除。babushki matsik因其在保存藏傳佛教法本方面所扮演的角色而日益受到認可，她們利用作為老婦人“政治上微不足道”的地位，保留不可觸及的宗教材料，然後在宗教自由時期被記錄和傳播。